# 朝鲜总督府铁道Pashishi型蒸汽机车
Pashishi型（意指Pacific第4型）蒸汽机车是朝鲜总督府铁道一种采用4-6-2轮式的煤水车式干线客运用蒸汽机车。

## 历史
パシシ型与同期ミカサ（Mikasa）型及テホロ（Tehoro）型蒸汽机车均为朝鲜总督府铁道最早独自设计开发的蒸汽机车，其相互之间的零部件可以共通。尤其上开机车是针对朝鲜半岛的特殊情况设计，尤其是锅炉设计为适应朝鲜产的低热量褐炭，采用广火室、缩短烟管长度及燃烧室等设计，使煤炭燃烧更完全并提升锅炉效率。
朝鲜总督府铁道于1927年至1940年间共订制了72辆パシシ型，分别由川崎车辆（64辆）、日本车辆（8辆）制造。而华中铁道在从日本铁道省接收二手蒸汽机车后，于1942年至1943年间向川崎车辆订制10辆パシシ型，以应对公司辖区内状况不好的线路。

## 战后运用情况
二战结束后，朝鲜总督府解体，遗留在三八线南北的パシシ型分别被韩国铁道和朝鲜铁道省接收。已知至少7辆パシシ型被韩国铁道编为바시4型，并运用到1960年代；朝鲜铁道省接收情况不明，但可知这些机车被编为바시너型，并运用到1960年代。

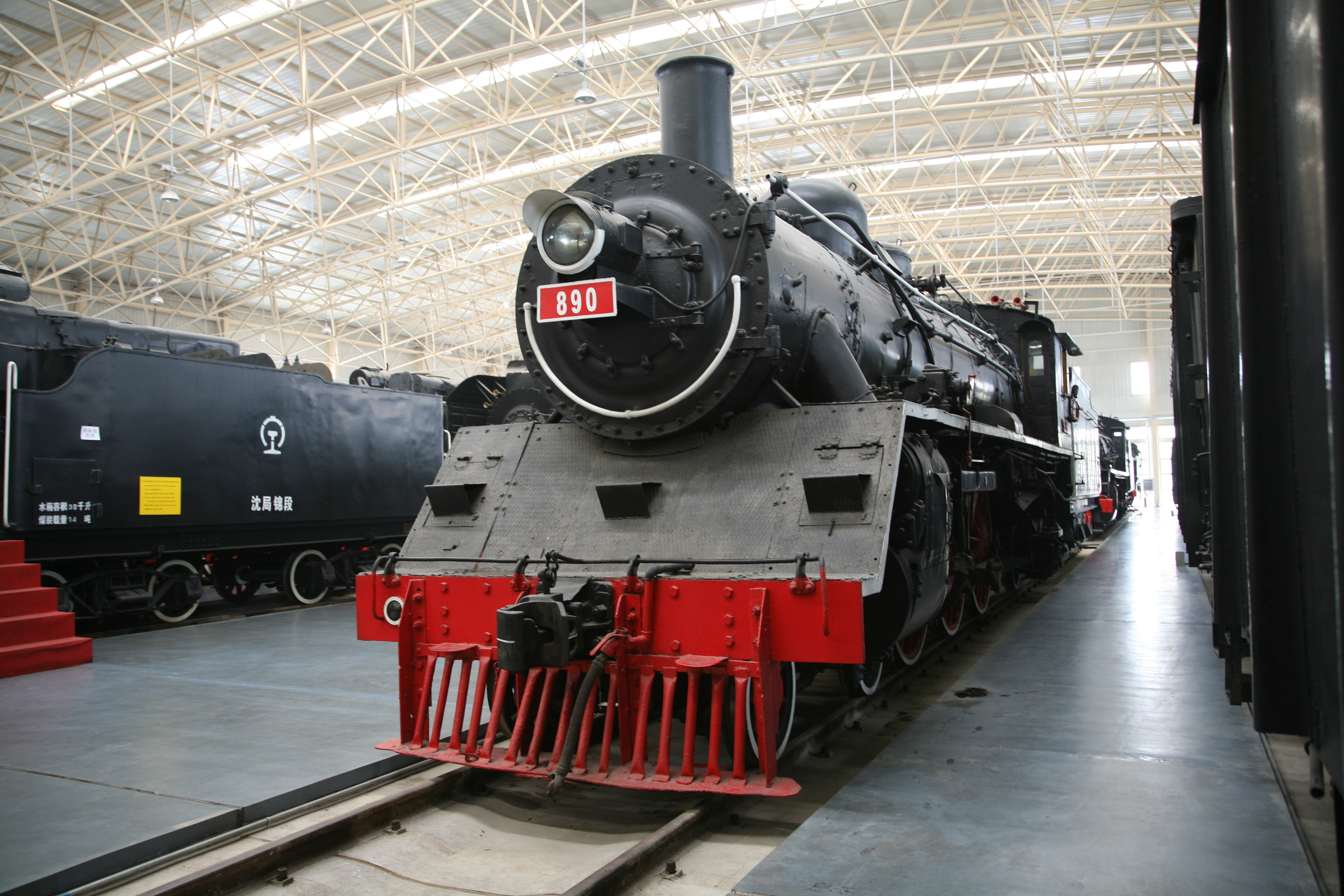
胜利12型890号机车于中国铁道博物馆展示

而华中铁道配属的パシシ型机车在二战结束后，被中華民國交通部接收。这些机车在1949年被中华人民共和国铁道部接收后，编为ㄆㄒ12型（PX12），又于1959年编为胜利12型（SL12），编号范围为881-900。1980年代有9辆胜利12型机车于杭州周边有目击记录。SL12-890退役后，于中国铁道博物馆静态展示。

## 备注
1. ↑   . 首尔: 韩国车辆科技公司 （韩语）.
2. ↑  包括9600型、D50型、日本国铁C51型蒸汽机车等来自日本铁道省的机车。此外，华中铁道亦新订制KD100型、KC100型等机车。
3. ↑  . 中国铁道出版社. 2001年. ISBN 7-113-04148-5.
4. ↑  . （原始内容存档于2020-02-08） （日语）.
5. ↑  . （原始内容存档于2018-01-15） （英语）.
6. ↑  原华中铁道パシシ型机车被中華民國交通部接收时，财产目录上被改名为パシコ（pashiko）型。
7. ↑  . （原始内容存档于2016-04-04） （英语）.
8. ↑  . （原始内容存档于2021-01-16）.